# エビアン (ミネラルウォーター)
エビアン（エヴィアン、Évian ([ˈeɪviɒn] AY-vee-on, フランス語: [evjɑ̃]）は、フランスに本拠地を置く食品多国籍企業である、ダノンが保有するミネラルウォーターのブランドである。フランスのエビアン（エヴィアン＝レ＝バン）近郊、レマン湖畔にあるカシャ水源で採取される。
日本における輸入・販売は、伊藤園と伊藤忠商事の合弁企業である伊藤園・伊藤忠ミネラルウォーターズが行っている。

## 概要
水質は硬水で、硬度は304。ボトル入りの硬水ミネラルウォーターとしては、世界各国でもっとも有名なブランドの一つである。
1826年に、ボトル入りの水としての販売がサヴォイア公国政府に公認された。日本では、1987年から販売が開始されている。日本では、販売開始当初からダノンとカルピスの業務提携により、「カルピス伊藤忠ミネラルウォーター株式会社」（カルピス・味の素・伊藤忠商事の合弁企業）が販売権を持っていたが、ダノンは、2008年4月13日をもってカルピスとの提携を解消。代わって、これまでカルピスとの契約で500ml・1Lペットボトル商品を販売していた伊藤園とダノンが提携し、カルピス伊藤忠とは別に、伊藤忠商事との合弁企業「伊藤園・伊藤忠ミネラルウォーターズ株式会社」を設立、エビアン全商品の販売権を移管した。以前は、ダイドードリンコも280mlの瓶入りを販売していた。
レギュラーのペットボトル（エビアンのペットボトルは飲み終わった後に簡単に潰せるようになっている）以外にも、様々な形状のボトルで販売されており、1826年の販売以来用いられてきたガラス製のボトルは、現在でも使われている。毎年、ビジュアル的な志向を狙ったイヤー・ボトルが発売されるが、これを収集するコレクターも存在する。

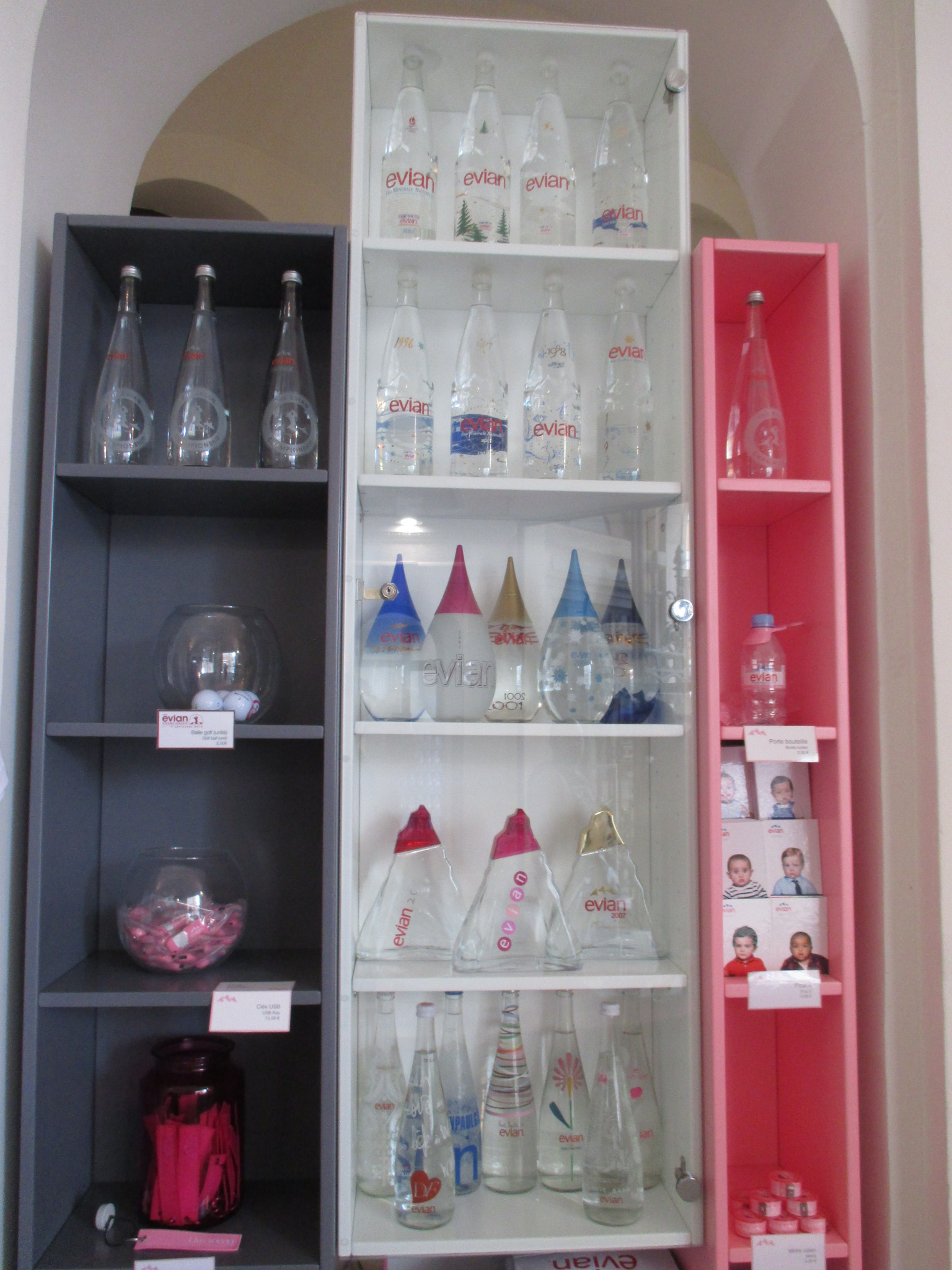
エビアンのガラスのボトル